# Gratin
 (juin 2018).
Si vous disposez d'ouvrages ou d'articles de référence ou si vous connaissez des sites web de qualité traitant du thème abordé ici, merci de compléter l'article en donnant les références utiles à sa vérifiabilité et en les liant à la section « Notes et références ».
Un gratin est une préparation de poissons, de viandes, de légumes, un plat de pâtes ou une préparation sucrée sur lesquels se forme une croûte plus ou moins légère, brillante et dorée sous l'action de la chaleur d'un four, en utilisant plus particulièrement le gril, ou d'une salamandre.
Le gratin ne suppose pas nécessairement l'adjonction d'un quelconque ingrédient pour former la croûte, et, par exemple, la recette traditionnelle du gratin dauphinois ne suppose pas d'ajout. Il est cependant très commun, pour accentuer la croûte ou la rendre meilleure ou plus épaisse, de saupoudrer le plat que l'on souhaite gratiner de fromage râpé ou tamisé et de beurre clarifié (comme dans la recette traditionnelle du gratin savoyard), voire de chapelure.

## Recettes

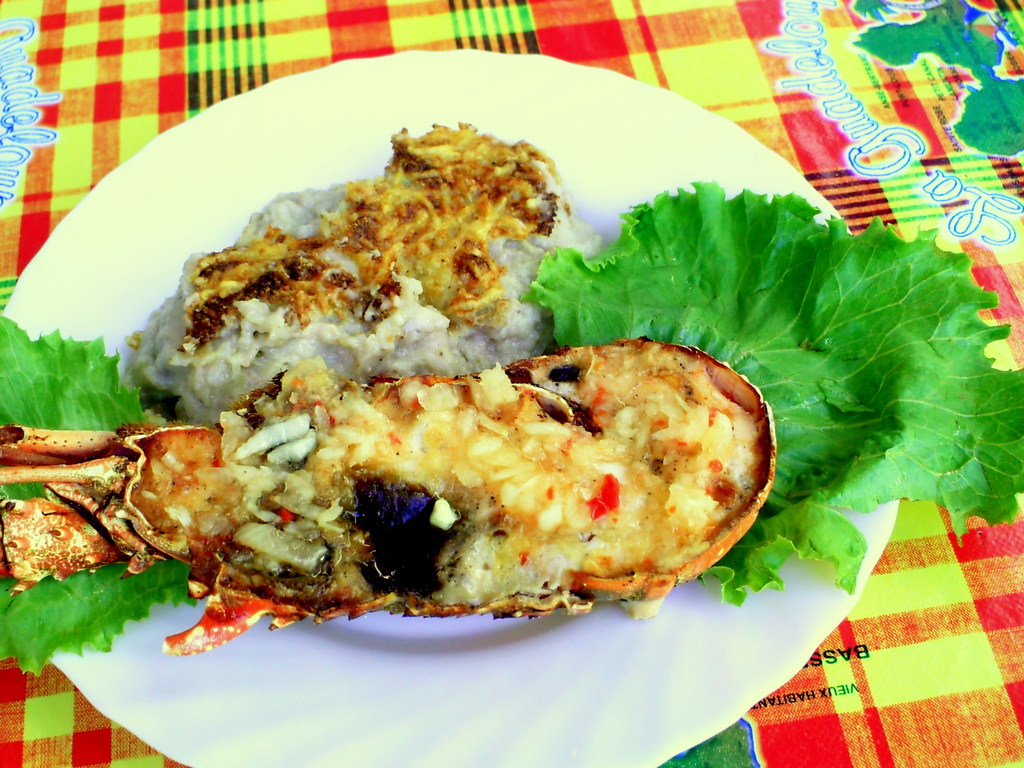
Gratin de bananes accompagné de langouste.

Quelques exemples de recettes :
- gratin de blettes
- gratin de poireau
- gratin de pommes de terre
- gratin de bananes plantain
- gratin dauphinois
- gratin savoyard
- gratin de chouchou
- gratin de palmiste
- rocoto relleno